# Exochus lictor
Exochus lictor là một loài tò vò trong họ Ichneumonidae.